# Purkart Kamarét ze Žirovnice
Purkart Kamarét ze Žirovnice, také Kamaryt ze Žirovnice († 1467) byl český šlechtic z rodu pánů z Lukavce. Byl pravděpodobně tím Kamarytem ze Žirovnice, který v roce 1447 vítězil při turnaji pořádaném při  korunovaci polského krále Kazimíra v Krakově. Byl členem Poděbradské jednoty a v roce 1448 s ní dobýval Prahu. V letech 1437 až 1456 vlastnil hrad Kámen, na kterém dne 4. srpna 1450 proběhlo jednání Jiřího z Poděbrad a Jindřicha z Rožmberka, kteří zde uzavřeli mírovou dohodu.  V roce 1452 se zúčastnil volby Jiřího z Poděbrad a stal se jeho komorníkem. V roce 1467 byl nešťastnou náhodou zabit při lovou nedaleko Žirovnice. Ve Starých letopisech českých je uvedena jiná verze jeho smrti; podle této verze byl zabit v boji s vojsky panské jednoty u Žďárku pod Štítným.